# Arabeska (literatura)
Arabeska je označení pro literární prozaický žánr, úzce související se žánrem povídky (lze dokonce říci, že jde o její druh). Arabeska má jednoduchou stavbu a nekomplikovaný děj a jejím charakteristickým znakem je lehce ironizující pohled na drobné události nebo postavy ze všedního prostředí. Má výraznou pointu, vyznačuje se hravým stylem, fantazií a dekorativností. Hlavním účelem, co se týče charakteristiky postav, je snažit se charakterizovat osobu nepřímo. Jako arabesky označoval Edgar Allan Poe své hororové povídky (např. Jáma a kyvadlo). Arabesky byly rozšířeny v 19. století, spolu s črtou v období realismu. Dnes už je tento termín užíván minimálně, třebaže povídky tohoto druhu se stále píší.
Nejznámější české arabesky jsou Povídky malostranské (1878) či Arabesky (1864) od spisovatele Jana Nerudy.